# 루시쥐
루시쥐(Abrawayaomys ruschii)는 비단털쥐과에 속하는 남아메리카 설치류의 일종이다. 아르헨티나와 브라질에서 발견된다. 두개골의 일부 특징 때문에 파라모올드필드쥐(Thomasomys paramorum)의 고대 근연종일 지 모른다는 추정을 하고 있다.